# دنيس أوبراين
دنيس أوبراين هو لاعب هوكي الجليد كندي، ولد في 10 يونيو 1949 في بورت هوب في كندا.

## وصلات خارجية
- دنيس أوبراين على موقع دوري الهوكي الوطني (الإنجليزية)
- دنيس أوبراين على موقع EliteProspects.com (الإنجليزية)
- دنيس أوبراين على موقع HockeyDB.com (الإنجليزية)
- دنيس أوبراين على موقع Hockey-Reference.com (الإنجليزية)